# Markovac (Velike)
Markovac (1948-ig Mrtovlasi, 1953-tól 1981-ig Markovac Požeški) falu Horvátországban, Pozsega-Szlavónia megyében. Közigazgatásilag Velikéhez tartozik.

## Fekvése
Pozsegától légvonalban 15, közúton 17 km-re északnyugatra, községközpontjától légvonalban 10, közúton 16 km-re nyugatra, a Papuk-hegység déli lejtőin fekszik.

## Története
A török uralom idején alapították, amikor Boszniából érkezett pravoszláv szerbek települtek ide. 1698-ban „Mertoflazi” néven 7 portával szerepel a török uralom alól felszabadított szlavóniai települések összeírásában. Az első katonai felmérés térképén „Dorf Mertiolaszi” néven látható. Lipszky János 1808-ban Budán kiadott repertóriumában „Mertovlaszi” néven szerepel. Nagy Lajos 1829-ben kiadott művében „Mertovlaszi” néven 5 házzal és 35 ortodox vallású lakossal találjuk. 1857-ben 36, 1910-ben 59 lakosa volt. 1910-ben a népszámlálás adatai teljes lakossága szerb anyanyelvű volt. Pozsega vármegye Pozsegai járásának része volt. Az első világháború után 1918-ban az új szerb-horvát-szlovén állam, majd később (1929-ben) Jugoszlávia része lett. 1991-ben teljes lakossága szerb nemzetiségű volt. 2001-ben mindössze egy állandó lakosa volt.

## Lakossága
| Lakosság változása | Lakosság változása | Lakosság változása | Lakosság változása | Lakosság változása | Lakosság változása | Lakosság változása | Lakosság változása | Lakosság változása | Lakosság változása | Lakosság változása | Lakosság változása | Lakosság változása | Lakosság változása | Lakosság változása | Lakosság változása |
| ------------------ | ------------------ | ------------------ | ------------------ | ------------------ | ------------------ | ------------------ | ------------------ | ------------------ | ------------------ | ------------------ | ------------------ | ------------------ | ------------------ | ------------------ | ------------------ |
| 1857               | 1869               | 1880               | 1890               | 1900               | 1910               | 1921               | 1931               | 1948               | 1953               | 1961               | 1971               | 1981               | 1991               | 2001               | 2011               |
| 36                 | 29                 | 27                 | 26                 | 34                 | 59                 | 53                 | 63                 | 38                 | 40                 | 39                 | 31                 | 29                 | 29                 | 2                  | 1                  |